# Poophilus latiusculus
Poophilus latiusculus is een halfvleugelig insect uit de familie Aphrophoridae. De wetenschappelijke naam van deze soort is voor het eerst geldig gepubliceerd in 1855 door Stål.